# Taglio cesareo
Il taglio cesareo, detto anche parto cesareo o semplicemente cesareo, è un intervento chirurgico che permette il parto tramite estrazione del feto da un'apertura ottenuta chirurgicamente nelle pareti addominale e uterina.
Può essere programmato, quando viene deciso prima dell'avvio del travaglio (vedi le indicazioni), oppure urgente, se le condizioni della madre o del bambino ne pongano l'indicazione durante lo svolgimento del parto stesso.
Il tipo di anestesia per eseguire un taglio cesareo può essere diverso: anestesia subaracnoidea, che rappresenta oggi la tecnica più utilizzata, anestesia epidurale, anestesia generale.

## Storia e tradizione

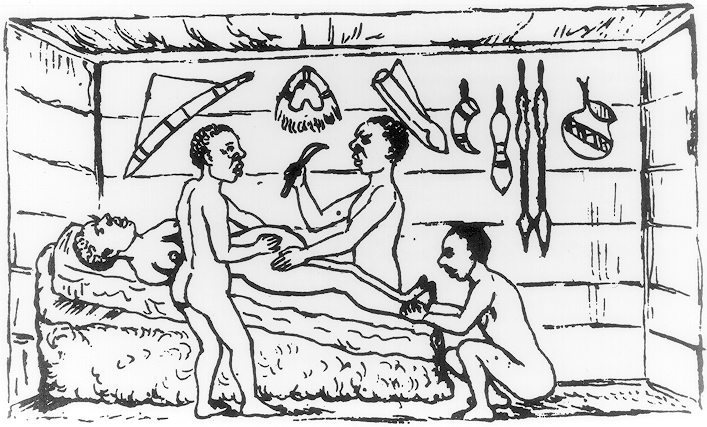
Taglio cesareo in Uganda nel 1879

La storia del taglio cesareo è antichissima. Una delle prime testimonianze scritte è una legge romana, “Lex Caesarea” (del 715 a.C., da "caedo", "taglio") da cui prende il nome; che prevedeva l'estrazione del feto dalle donne morte in travaglio di parto. 
Per molti secoli esso fu fatto solo sulla donna morta con lo scopo di salvare il bambino, cosa che succedeva di rado (molto probabilmente perché non tutte le morti venivano registrate in relazione alla casta o non tutta la documentazione è arrivata a noi), per poterlo battezzare oppure semplicemente perché era vietato seppellire una donna gravida prima dell'estrazione del feto (come nel caso della Lex Regia di Numa Pompilio, re di Roma, Negat Lex Regia mulierem quae praegnans mortua sit, humari, antequam partus ei excidatur, il testo è presente nella raccolta di leggi Corpus iuris civilis di Giustiniano e precisamente nel Digesto). I bambini estratti post-mortem venivano chiamati caesones o caesares.
Nell'antica Roma, Plinio il Vecchio parla di Manlio il Cartaginese e di Scipione l'Africano che erano chiamati "Cesari" perché estratti dal ventre tagliato della loro madre. Comunemente si attribuisce l'origine del termine alla particolarità della nascita di Giulio Cesare, ma è un possibile falso storico dato che la madre Aurelia Cotta morì anni dopo aver dato alla luce il figlio. La parola cesareo deriva dal verbo latino tagliare (caedo, caedis, cecīdi, caesum, caedĕre) e quindi è il cognomen "Caesar" che potrebbe derivare, secondo il racconto di Plinio il Vecchio, dal fatto che un antenato di Cesare nacque dall'utero tagliato (caeso).
Il primo taglio cesareo su vivente documentato venne effettuato da Jakob Nufer intorno al 1500: si dice che l'uomo, che precedentemente aveva esperienza come castratore di maiali, riuscì nell'impresa di estrarre un bambino vivo dalla moglie, Elisabetta Alespachin, che sopravvisse all'evento, tanto da avere anche altri figli. Viene riportato nel 1581 nell'appendice del libro Isterotocotomia (Basilea 1588) scritto da François Rousset, medico alla corte di Carlo Emanuele I, Duca di Savoia. Questi fu probabilmente il primo ad usare il termine "cesareo". Tuttavia, nel testo, egli asseriva che non fosse necessario suturare anche l'utero, a causa della sua naturale capacità di contrazione, con l'inevitabile risultato che la quasi totalità dei parti cesarei avrebbero causato la morte della partoriente. Proprio per questa specificazione ed in mancanza di ulteriori testimonianze e di testi postumi, in generale si dubita che i parti cesarei fossero realmente praticati, se non sporadicamente.
Nella Gazzetta Toscana del 1788 si riporta che un certo Gregorio Santini, nativo di Pietrasanta ma operante all'Isola del Giglio, avesse operato ben due operazioni di parto, salvando la vita di madri e figli. 
Il primo parto cesareo moderno documentato fu eseguito dal chirurgo britannico James Barry a Città del Capo in Sudafrica, il 25 luglio 1826, ma il vero metodo cesareo arriverà solo grazie al ginecologo italiano Edoardo Porro, nel 1876, primario dell'Ospedale San Matteo di Pavia, il quale, operando il taglio, riuscì a salvare la vita anche della madre (Giulia Cavallini) oltre che quella del nascituro. La nuova tecnica prevedeva da un lato l’asportazione dell’utero e quindi toglieva alla donna la possibilità di nuove gravidanze, dall’altro portava un nettissimo abbassamento della mortalità, che scendeva al 20%. In questa maniera veniva tolta la principale fonte d'infezione e di emorragia.
Dopo il 1881 si diffuse la metodica del taglio cesareo conservatore con sutura della breccia uterina, ad opera di Ferdinand Adolf Kehrer e Max Sänger, due ginecologi tedeschi. L'incisione veniva praticata sulla parete anteriore del segmento uterino inferiore, sulla parte anteriore del corpo o sul fondo in senso longitudinale.
Dal 1907 fu diffusa la tendenza ad eseguire il taglio cesareo sul segmento uterino inferiore: è questa la tendenza tuttora in uso che permette di ottenere uno scarso sanguinamento e, soprattutto, una cicatrice robusta che in caso di ulteriori gravidanze non ceda facilmente.

### San Cesario di Terracina, protettore del parto cesareo

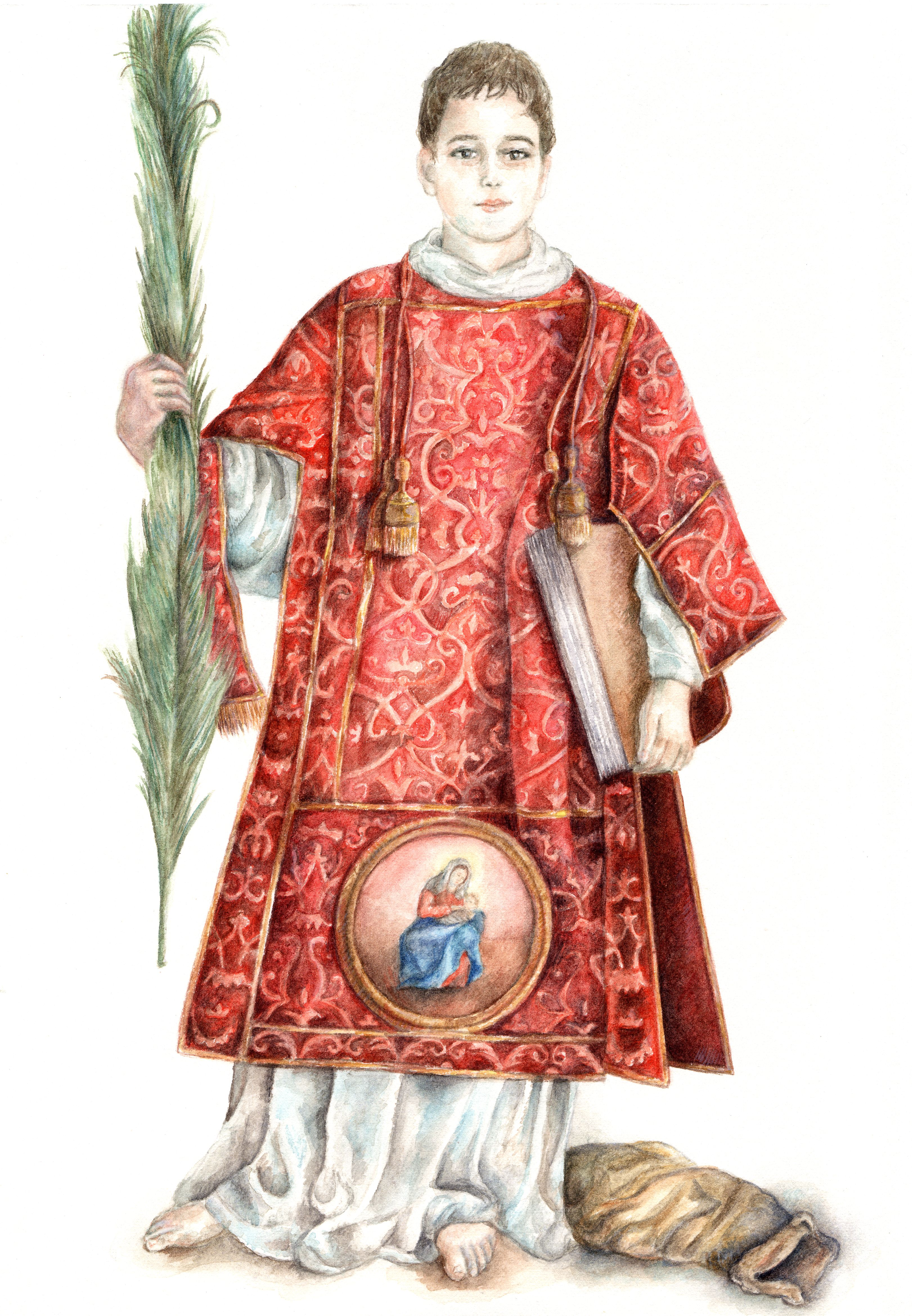
San Cesario di Terracina, invocato per la buona riuscita dei parti cesarei

San Cesario di Terracina, giovane diacono martirizzato a Terracina all'inizio del II secolo d.C., è invocato per la buona riuscita del parto cesareo, soprattutto a causa del suo nome legato al grande condottiero romano Gaio Giulio Cesare (100 ca - 44 a.C.), e agli imperatori romani in quanto il loro appellativo era appunto Cesare. Infatti, il nome Cesario significa "devoto a Cesare" ed è diffuso in tutto il mondo.
Con l'avvento del Cristianesimo, San Cesario diacono di Terracina fu scelto per sostituire il culto di Giulio Cesare a causa del suo nome; proprio perché era considerato il nuovo "Cesare cristiano" - contrapposto al "Cesare pagano" - cominciò ad essere invocato dalle donne incinte per augurarsi un parto fisiologico, per la buona riuscita dell'espulsione del feto dall'utero materno e, quindi, per la loro salvezza e quella dei nascituri. Una devozione che continua ancora adesso, infatti il martire Cesario è invocato dalle future mamme che, per problemi di salute o per la sofferenza del feto, devono far nascere il loro bambino con il parto cesareo.
Secondo lo studioso Yves Messmer, nell'incipit della Passione di San Cesario («al tempo in cui il crudele imperatore Nerone ordinò di uccidere con la spada la madre Agrippina») vi sarebbe un'allusione alla pratica del taglio cesareo; Agrippina compose un'autobiografia, per noi perduta, nella quale descrisse un particolare: «Nerone nacque con i piedi in avanti, evento considerato contro natura ed estremamente funesto».

## Diffusione
L'incremento del ricorso al taglio cesareo, negli ultimi trenta anni, ha interessato tutto il mondo occidentale, con notevole variabilità da paese a paese: da un minimo incremento, attestatosi sul 12-14% nei paesi scandinavi, passando per un 20% di Stati Uniti e Canada, fino al 38% dell'Italia.
Altro dato rilevante è la notevole variazione di incidenza regionale nell'ambito italiano, con un minimo del 18% della provincia di Bolzano e un massimo del 51,4% in Campania. Questa forte disuguaglianza tra Nord e Sud è attribuita a una diversa organizzazione dell'assistenza sanitaria, giacché non vi sono differenze nel tipo di patologie associate alla gravidanza.
Le condizioni che favoriscono il ricorso al taglio cesareo sono:
- età superiore a 35 anni
- precedenti esperienze di taglio cesareo
- gravidanza gemellare
- presentazione podalica
- peso fetale stimato superiore a 4000 g o inferiore a 2500 g
- placenta previa

Le condizioni che invece proteggono dal ricorso al taglio cesareo sono:
- pluriparità senza precedenti esperienze di taglio cesareo
- partecipazione a corsi di preparazione alla nascita
- presenza di una persona di riferimento in sala travaglio
- scelta di una struttura pubblica come luogo del parto

## Indicazioni
Il taglio cesareo si rende necessario in tutte quelle occasioni in cui un parto per via vaginale è impossibile o presenta rischi (per la madre o il bambino) maggiori rispetto alla via addominale.
Le indicazioni all'effettuazione del taglio cesareo possono essere relative a problemi fetali (ad esempio sofferenza fetale, distacco intempestivo di placenta, ecc.) o a problemi materni (preeclampsia, diabete, nefropatie, ecc.). Spesso possono coesistere nello stesso caso più motivazioni simultaneamente. Non costituisce motivazione per un cesareo il pregresso cesareo. In questo caso l'Organizzazione Mondiale della Sanità (OMS, in inglese WHO) raccomanda il parto vaginale dopo cesareo (cosiddetto VBAC: vaginal birth after cesarean).

### Distocia
Si raggruppano sotto il termine di "distocia" tutte quelle condizioni che comportano un'anomalia nello svolgimento del parto. Pertanto mentre un parto che si svolge normalmente, in assenza di complicazioni, viene definito "eutocico" (dal greco εὖ, eû: "bene" e τίκτω, tíktō: "generare"), un parto che si svolge con delle complicazioni si definisce "distocico" (dal prefisso greco δυσ-, dys-: "con difficoltà").
Nell'espletamento del parto possono presentarsi diversi tipi di problemi o di "distocie".
Si tratta di anomalie delle contrazioni uterine, caratterizzate dalla presenza di contrazioni irregolari per intensità o incoordinate. Per effetto di tale situazione si va incontro solitamente a un rallentamento o arresto della dilatazione del collo dell'utero, o a una rallentata o mancata discesa della testa fetale nel bacino materno. Spesso tale problema può essere corretto con l'impiego di farmaci (ad esempio l'ossitocina) o praticando la rottura artificiale del sacco amniotico (se ciò non si è già verificato spontaneamente). Talora un travaglio rallentato nella sua evoluzione per effetto di una distocia può trarre giovamento dall'analgesia peridurale. Se queste procedure non hanno risultato può rendersi necessario l'espletamento del parto mediante taglio cesareo.

### Presentazione anomala
Con il termine di "presentazione" ci si riferisce alla parte fetale che si confronta con il bacino materno in occasione del parto.
Per presentazione "cefalica" si intende che il feto si presenta con la testa all'ingresso del bacino materno. Questa presentazione si verifica nel 95% dei parti a termine.
Per presentazione "podalica" si intende che il feto si presenta all'ingresso del bacino materno con le natiche. Tale presentazione si verifica nel 4% dei parti a termine.
In casi più rari a termine di gravidanza il feto può trovarsi in situazione trasversale, cioè con la testa verso un fianco materno e con le natiche verso il fianco opposto. Quanto il feto si trova in questa situazione, la sua parte che si presenta all'ingresso del bacino è una spalla; pertanto in questa circostanza si parla di presentazione "di spalla".
Di queste tre presentazioni (cefalica, podalica, di spalla) viene considerata fisiologica solo la presentazione cefalica, mentre vengono considerate anomale la presentazione podalica e la presentazione di spalla.
In caso di presentazione di spalla, il parto per via vaginale è impossibile, non potendo ovviamente il feto percorrere il bacino materno in posizione trasversale; pertanto la presentazione di spalla è una indicazione assoluta all'espletamento del parto mediante taglio cesareo.
In caso di presentazione podalica il parto per via vaginale non è impossibile, ma comporta maggiori rischi fetali; per questo motivo abitualmente si preferisce alla via vaginale il parto mediante taglio cesareo.

### Sofferenza fetale
Nel corso del travaglio di parto il benessere fetale viene valutato soprattutto con il monitoraggio cardiotocografico. Ciò consiste nella registrazione mediante un apparecchio a ultrasuoni (il cardiotocografo) dell'attività cardiaca fetale. Questa viene visualizzata su un display solitamente disposto sul pannello frontale dell'apparecchio e, contemporaneamente, stampata su un tracciato. Contemporaneamente con un altro trasduttore appoggiato sull'addome materno si registrano le contrazioni uterine, valutando così la loro frequenza e intensità. La valutazione dell'attività cardiaca fetale, e soprattutto il suo comportamento in relazione alle contrazioni uterine, fornisce indicazioni sul benessere fetale in travaglio. Qualora il monitoraggio cardiotocografico fornisse informazioni non rassicuranti riguardo al benessere fetale, rivalutato tutto il contesto della situazione (epoca di gravidanza, sviluppo fetale, preesistenza di eventuali patologie, ad esempio ipertensione, eventuale meconio nel liquido amniotico, entità della dilatazione del collo dell'utero in quel momento, ecc.) potrebbe rendersi necessario accelerare i tempi dell'espletamento del parto. A seconda della situazione, da valutare in ogni singolo caso, può presentarsi l'indicazione all'espletamento del parto mediante taglio cesareo.

### Pregresso taglio cesareo
Il pregresso taglio cesareo, pur non essendo di per sé un'indicazione assoluta alla ripetizione del taglio cesareo, rappresenta, insieme alla distocia, la causa più frequente di taglio cesareo. Data la complessità del problema, in questa pagina ci si limita a considerare alcuni degli aspetti più importanti, ricordando che ogni singolo caso clinico va valutato a sé stante nel suo contesto clinico.
Va tenuto conto che l'utero della donna che ha già subito un taglio cesareo presenta una cicatrice che, come tutti i tessuti cicatriziali, ha una minore elasticità in confronto a un tessuto sano. Pertanto la donna che ha già avuto un precedente taglio cesareo, in una gravidanza successiva presenta, almeno sul piano teorico, un rischio di rottura d'utero. Tale rischio è significativo soprattutto in caso di precedente taglio cesareo eseguito con incisione longitudinale sul corpo dell'utero; nella quasi totalità del casi si esegue una incisione uterina trasversale bassa. Tenendo conto comunque dell'esistenza della cicatrice, e considerata questa come un punto di minor resistenza, qualora si scelga la via di un parto vaginale, solitamente ci si astiene da un'induzione farmacologica del parto, per evitare una eventuale stimolazione eccessiva delle contrazioni. Pertanto nella donna con un pregresso taglio cesareo si preferisce attendere l'insorgenza spontanea del travaglio.
In genere è sconsigliato il parto vaginale se si è di fronte a un bambino con una crescita superiore alla media, potendosi in questo caso prevedere la possibilità di un parto vaginale difficoltoso. Parimenti si sconsiglia il parto vaginale se in passato vi sono stati più di due tagli cesarei.
Sono infine da considerare due condizioni necessarie e fondamentali per poter seguire la scelta del parto vaginale dopo un pregresso parto cesareo:
1. la struttura ospedaliera deve essere in grado, per struttura e personale, di effettuare un eventuale taglio cesareo di emergenza, considerata la maggiore probabilità di dover effettuare durante il travaglio un taglio cesareo urgente.
2. consenso della paziente al parto vaginale.

La rottura di utero, anche nelle strutture in grado di effettuare un taglio cesareo in emergenza, può avere come conseguenza la morte fetale, la perdita dell'utero, la morte materna.

### Gravidanza gemellare
La gravidanza gemellare rappresenta l'1% di tutte le gravidanze.
In questi ultimi anni vi è una tendenza all'aumento del numero delle gravidanze gemellari in conseguenza della maggiore diffusione delle tecniche di fecondazione assistita.
Nel caso di gravidanza gemellare, con ambedue i gemelli in posizione cefalica e un'epoca gestazionale adeguata (almeno 34 settimane), è generalmente riconosciuta la sicurezza del parto per via vaginale, mentre il taglio cesareo dovrebbe essere riservato ai casi di sproporzione feto-pelvica o di stress fetale.
Nel caso in cui il primo gemello fosse in posizione podalica, già questo di per sé, pur prescindendo dalla gemellarità, costituisce un'indicazione al taglio cesareo.
Nel caso di presentazione podalica o trasversale del secondo gemello, con il primo in presentazione cefalica, oggi si ritiene preferibile ricorrere al taglio cesareo. Infatti dopo la nascita per via vaginale del primo potrebbero esservi complicazioni per la nascita del secondo gemello in presentazione anomala. Per evitare tali complicazioni si preferisce oggi espletare il parto mediante taglio cesareo in tutte le gravidanze gemellari in cui i bambini non siano entrambi in presentazione cefalica.
Oltre alle indicazioni descritte finora (che sono le più frequenti), possono esservi numerose altre indicazioni all'effettuazione del taglio cesareo: placenta praevia, distacco intempestivo di placenta, infezioni materne, patologie cardiovascolari, patologie respiratorie, patologie renali, diabete e altre.

### Cesareo peri-mortem
In caso di arresto cardiaco in una donna gestante si procede al cesareo di emergenza qualora il feto abbia superato le 24 settimane di gestazione. La sopravvivenza del feto è ottimale se la procedura viene eseguita entro 5 minuti dall’arresto cardiaco materno, ma è opportuno procedere anche oltre i primi 5 minuti. Maggiore è la rapidità con cui il feto viene partorito, maggiore è la probabilità di non riportare danni neurologici significativi. È possibile che a seguito del parto la madre riprenda polso. 
La rianimazione cardiopolmonare della madre non deve interrompersi mentre si esegue l’incisione per il cesareo.

## Procedimento

Schema dei principali tagli cesarei
Is: incisione sovraombelicale
Im: incisione mediana
IM: incisione Maylard
IP: incisione Pfannestiel

Il taglio cesareo inizia, dopo l'effettuazione dell'anestesia, con l'incisione trasversale o longitudinale, di cui esistono diverse tecniche:
- Incisioni trasverse
  - Incisione trasversale interiliaca di Mackenrodt-Maylard, con incisione trasversale, ad eccezione dei muscoli e peritoneo, che sono incisi longitudinale
  - Sovraombelicale
  - Trasversale centrale di Uchida, incisione trasversale di 2 cm tra l'ombelico e la sinfisi pubica, mentre fascia, muscoli e peritoneo sono incisi verticalmente
  - Trasversale di Pfannestiel: incisione cutanea soprasinfisaria di circa 9 cm, mentre la fascia dei retti è incisa trasversalmente per 3 cm bilateralmente
    - Minipfannestiel, viene ridotta la lunghezza dell'incisione a 3 cm ed è praticata al di sopra o al di sotto (Pfannestiel bassa) della linea dei peli pubici, incisione trasversale, ad eccezione di muscoli e peritoneo che sono aperti longitudinalmente
    - Incisione di Cherney, variante della Pfannestiel, dove viene scollato il muscolo retto e il piramidale dalla fascia sovrastante con l'elettrobisturi.
    - Incisione di Joel-Cohen, rispetto alla Pfannestiel lo scollamento dei muscoli avviene in un punto diverso
    - Incisione di Stark, la divaricazione dei muscoli avviene manualmente tramite due dita
- Incisione verticale/ombelico-pubica, è un'incisione mediana di 10–12 cm.

Per l'incisione uterina si possono avere:
- Trasversa inferiore arcuata di Munro - Kerr, tecnica che lascia la possibilità di un travaglio e parto vaginale
- Incisione verticale inferiore del corpo uterino
- Incisione tradizionale del corpo uterino superiore

L'incisione più usata è quella detta di Joel-Cohen, che penetra nella cute fino al derma. Centralmente si incide l'adipe sottocutaneo (meno vascolarizzato) fino a raggiungere la fascia muscolare. Con una forbice retta semiaperta si taglia la fascia a destra e sinistra sotto il piano adiposo sottocutaneo.
Si allarga la fascia in senso cranio-caudale, fino a vedere i muscoli retti, che vengono divaricati.
Una volta esposto il peritoneo parietale si lacera con digitopressione (per non intaccare la vescica e i vasi prevescicali) a livello craniale. Si incide la plica uterovescicale e si incide l'utero a livello del segmento uterino inferiore.
Successivamente si procede all'estrazione del feto e degli annessi fetali; per estrarre il feto si può utilizzare la valva di Ocida, che facilita la fuoriuscita della testa fetale.
Si chiudono la breccia uterina e la parete addominale.